# Phobetinus investis
Phobetinus investis är en spindelart som beskrevs av Simon 1909. Phobetinus investis ingår i släktet Phobetinus och familjen kaparspindlar.
Artens utbredningsområde är Vietnam. Inga underarter finns listade i Catalogue of Life.